# Unica (Gestein)

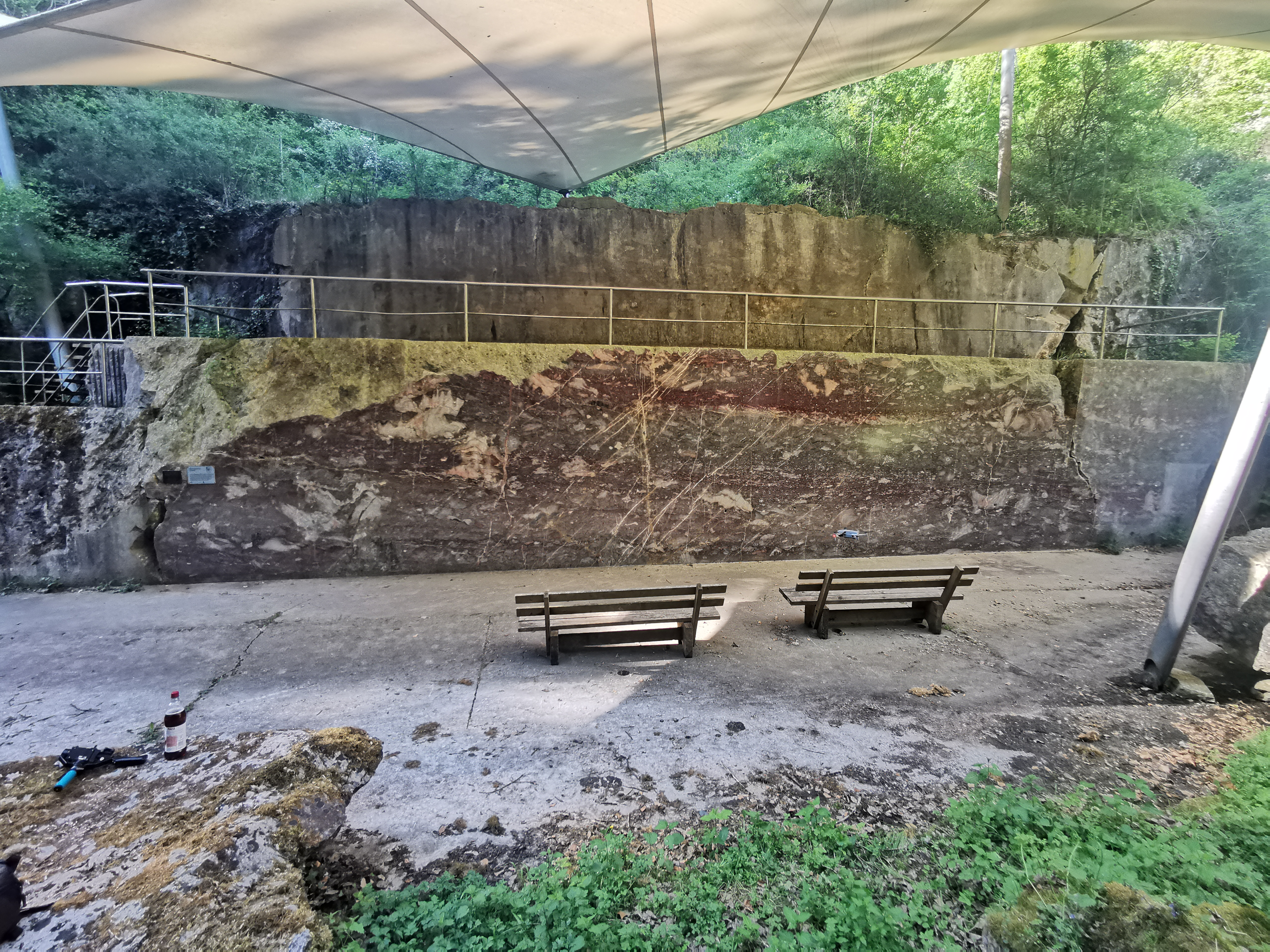
Der Unica-Steinbruch im Mai 2022

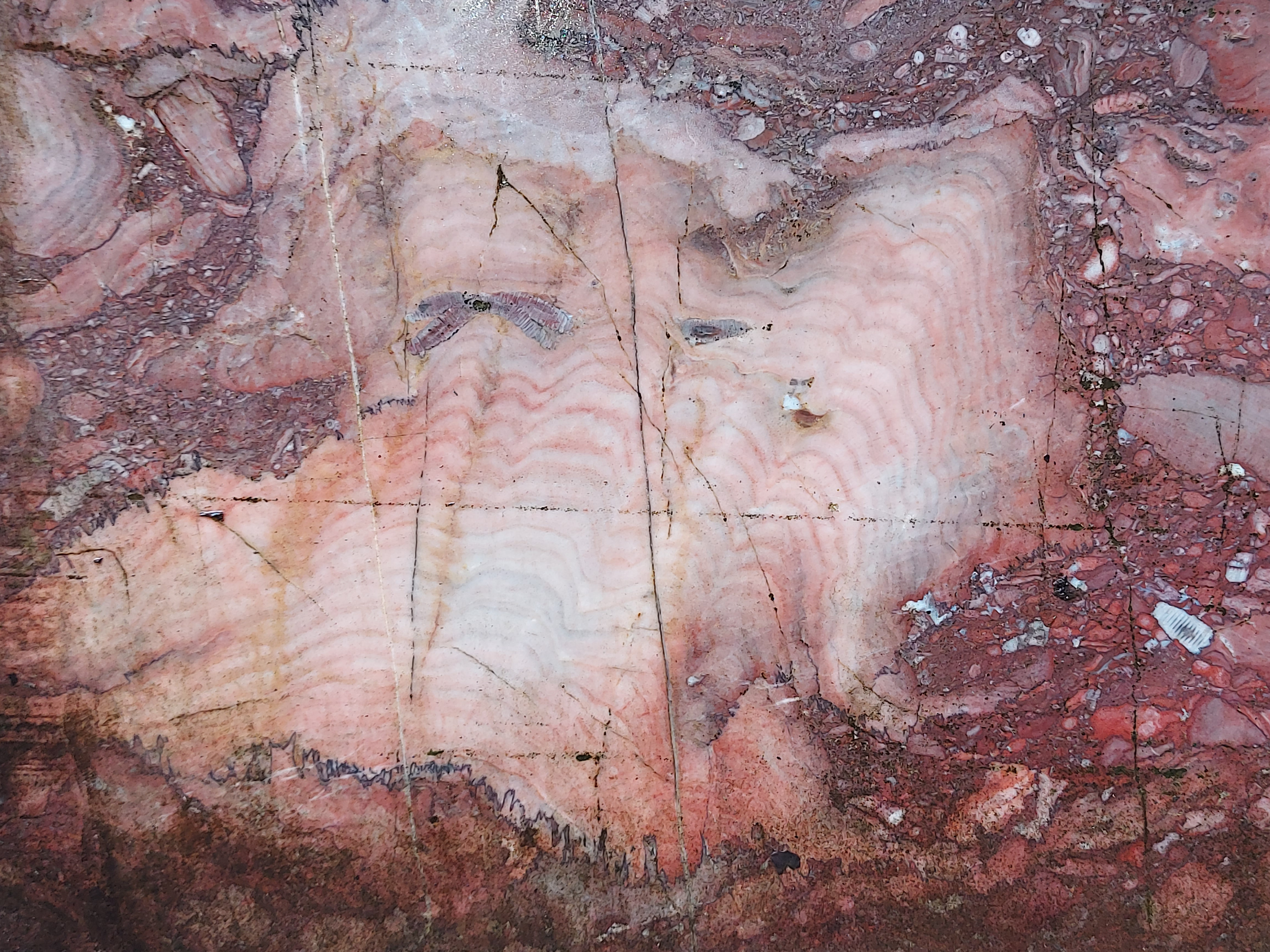
Stromatoporenkolonie im Unica-Steinbruch

Unica ist der Handelsname eines devonischen Kalksteins. Über Jahrhunderte wurde an der Lahn der sogenannte Lahnmarmor als Werkstein abgebaut. Das Gestein entstand im geologischen Zeitalter des Devon und ist kein Marmor im eigentlichen Sinne. Vielmehr handelt es sich um einen fossilreichen Kalkstein. Dieser bildete sich an einem Riffkörper. Riffbildend waren zu diesem Zeitpunkt vor allem Stromatoporen.
Der Unica-Steinbruch bei Villmar erreichte weltweite Berühmtheit, da das devonische Riff hier in situ aufgeschlossen und sehr gut erhalten ist. Der Villmarer „Unica-Bruch“ wurde 2005 mit den Prädikaten „Nationales Geotop“ und „Planet Erde – Welt der Geowissenschaften“ ausgezeichnet. Des Weiteren wurde im Mai 2022 ein 3D-Modell des Steinbruchs veröffentlicht. Somit zählt der Aufschluss zu den 30 schönsten Geotopen, die im Rahmen des Jubiläumsprojektes der DGGV ausgezeichnet wurden.

## Geschichte
Die frühsten Nachweise für einen industriellen Abbau im Unica-Bruch datieren um das Jahr 1880. Der Handelsname „Unica“ ist seit 1895/96 gebräuchlich. Im Jahr 1914 wird das Abbaugebiet Grethenstein mit den Unica-Brüchen als „bedeutendstes und prächtigstes“ Vorkommen im gesamten Lahngebiet bezeichnet. Der Abbau erfolgte zunächst in der Fläche, ab den 1930er Jahren ging man in die Tiefe. 1956 sind 2 bis 4 Mann im Bruch beschäftigt, um große Blöcke zu gewinnen. Um 1970 wurde der Abbau aus Kostengründen eingestellt.